# Carpomys
Genre
Carpomys est un genre de rongeurs de la famille des Murinés. Les anglophones les nomment Indian rock rats (rats des rochers indiens). Les deux espèces de ce genre sont endémiques des Philippines.

## Liste des espèces
Ce genre comprend les espèces suivantes :
- Carpomys melanurus Thomas, 1895
- Carpomys phaeurus Thomas, 1895